# Адам Беренц
Адам Беренц (19. септембар 1898, Апатин — 21. октобар 1968, Калоча) био је католички свештеник, новинар и противник нацизма међу Немцима у Југославији.

## Биографија

### Свештеничка каријера
Отац Адама Беренца био је корпар. Основну школу Беренц је похађао у Апатину код учитеља Јозефа Клајнера. Гимназију је учио код језуита у Калочи. Студије теологије је похађао од 1918. до 1921. у Лицеју надбискупије, такође у Калочи.
Привремено је радио као капелан у Бачкој Паланци и Младенову. Септембра 1922. отишао је као администратор у Нову Гајдобру. Касније је радио као капелан у Капусини, Станишићу и Апатину. Године 1932. радио је као капелан у Кљајићеву, затим поново у Апатину, где је истовремено био и викар цркви Исусовог срца. Овде је био надлежан за душебрижност, егзерциције за препарандију у Врбасу, предавања младим немачким католикињама у Бачкој Паланци, Апатину и Бачалмашу током егзерциција, као и наставу светоназора. Годину дана био је председник Католичког удружења рибара у Апатину
Држао јепроповеди, између осталог, на празнике насеља Немаца у Чонопљи, Српском Милетићу и Раткову. Више година је држао проповеди на ходочашћима у Дорослову. Године 1933. именован је за капелана у катедралној цркви у Апатину и за жупског викара цркве Исусовог срца у истом месту. Руководио је викаријатом до 1. маја 1944. Након тога је као администратор преузео катедралну жупу у Апатину.

### Противљење нацизму
У Краљевини Југославији, пре свега у западној Бачкој, националсоцијалистички оријентисани Обновитељи из Културбунда изазвали су својим пропагирањем „новог немачког светоназора“ снажно противљење католичких Немаца. Њихов теолошко-политички гласноговрник био је Адам Беренц, противник нацизма, који у својим недељним новинама „Die Donau“ од 1935. до марта 1944. писао против нацистичке идеологије. Беренц је још 1942. упозоравао о предстојећом искључењу и колективном протеривању подунавских Шваба. Новине, у којима је документован покрет отпора, биле су „мегафон противника нацизма“. Забраниле су их на захтев Немачке мађарске окупационе власти, које су држале Бачку под окупацијом 1941-1944. Последње издање пре гашења листа бројало је 6100 примерака.
На вратима његове куће уљаном бојом је исписано „народни издајник“. Орган Обновитеља, „Die Wespe“, у броју од 21. фебруара 1937. назвао га је због гојазности „van Dick“ (Дебели). Већ у првом броју листа Беренц је оштро нападан. Након што је Мађарску 16. марта 1944. окупирала немачка војска, Беренца је 22. маја у 21.30 часова као одговорног уредника „Дунава“ ухапсио Гестапо. Одвезен је у Сомбор, где је затворен у једну затворску ћелију. Одатле је недељу дана касније пребачен у гестаповски затвор у Сегедину. Након што је проглашен кривим као „противник против националсоцијализма“, одведен у концентрациони логор у Бачкој Тополи. Надибискуп калочко-кечкеметске надбискупије, Јожеф Грес, издејствовао је код мађарског министра унутрашњих послова да се Беренц пусти из логора и довезе у Калочу. Дана 23. маја Грес је аутомобилом довезао Беренца у Калочу.
После завршетка Другог светског рата у Југославији Беренц је протестовао против „колективне кривице Подунавских Шваба“, због које је велики део немачког становништва у Југославији лишен имовине и протеран. Године 1957. именован је за проповедника у калочкој катедрали. Придружио се реду фрањеваца. Умро је у самоћи 21. октобра 1968, а сахрањен је у једној крипти у Калочи.

### Удружење грађана Адам Беренц
Немачко удружење „Адам Беренц“ Апатин представља немачку мањину у општини Апатин и сматра себе чуварем Беренцовог наслеђа. Жупничка кућа, која је претворена у Културни центар, садржи његове личне предмете, књиге и годишта часописа „Donau“. Удружење поседује једну зграду, која је католичка црква ставила удружењу на располагање, као и једну велику библиотеку са великим инвентаром црквених књига.